# Río Mamriuk (Fars)
El río Mamriuk (del ruso: Мамрюк) es un río de la república de Adiguesia, en Rusia, afluente por la izquierda del río Fars, tributario del río Labá, que lo es del Kubán. Tiene unos 10 km de longitud, y desemboca en el curso del Fars una vez éste ha atravesado Novosvobodnaya.